# 全米映画俳優組合賞女優賞 (ドラマシリーズ)
全米映画俳優組合賞女優賞・ドラマシリーズ部門（ぜんべいえいがはいゆうくみあいしょうじょゆうしょう・ドラマシリーズぶもん、Screen Actors Guild Award for Outstanding Performance by a Female Actor in a Drama Series）は、ドラマ・テレビシリーズで優れた演技を披露した女優対し映画俳優組合が贈る賞である。

## 統計
| 最高記録                 | ドラマシリーズ女優                                               | ドラマシリーズ女優 | コメディシリーズ女優              | コメディシリーズ女優 | 総計                                    | 総計 |
| ------------------------ | ---------------------------------------------------------------- | ------------------ | --------------------------------- | -------------------- | --------------------------------------- | ---- |
| 最多受賞者               | ジュリアナ・マルグリーズ                                         | 4                  | ティナ・フェイ                    | 4                    | ティナ・フェイ ジュリアナ・マルグリーズ | 4    |
| 最多候補者               | イーディ・ファルコ ジュリアナ・マルグリーズ キーラ・セジウィック | 7                  | ジュリア・ルイス＝ドレイファス    | 8                    | イーディ・ファルコ                      | 12   |
| 受賞経験無しの最多候補者 | キーラ・セジウィック                                             | 7                  | パトリシア・ヒートン              | 5                    | キーラ・セジウィック                    | 7    |
| 複数の受賞者を持つ作品   | 『ザ・ソプラノズ 哀愁のマフィア』                                | 3                  | 『30 ROCK/サーティー・ロック』    | 4                    | 『30 ROCK/サーティー・ロック』          | 4    |
| 複数の候補者を持つ作品   | 『ザ・ソプラノズ 哀愁のマフィア』                                | 11                 | 『ふたりは友達? ウィル&グレイス』 | 9                    | 『ザ・ソプラノズ 哀愁のマフィア』       | 11   |

## 受賞及び候補者一覧

### 1990年代
| 年   | 受賞及び候補者           | 作品名                              | 役名                       |
| ---- | ------------------------ | ----------------------------------- | -------------------------- |
| 1994 | キャシー・ベイカー       | 『ピケット・フェンス』              | ジル・ブロック             |
| 1994 | スウージー・カーツ       | Sisters                             | アレクサンドラ・ベイカー   |
| 1994 | アンジェラ・ランズベリー | 『ジェシカおばさんの事件簿』        | ジェシカ・フレッチャー     |
| 1994 | ジェーン・シーモア       | 『ドクタークイン 大西部の女医物語』 | ミケーラ・クイン           |
| 1994 | シシリー・タイソン       | Sweet Justice                       | キャリー・グレイス・バトル |
| 1995 | ジリアン・アンダーソン   | 『Xファイル』                       | ダナ・スカリー             |
| 1995 | クリスティーン・ラーティ | 『シカゴ・ホープ』                  | キャスリン・オースティン   |
| 1995 | シャロン・ローレンス     | 『NYPDブルー』                      | シルビア・コスタス         |
| 1995 | ジュリアナ・マルグリーズ | 『ER緊急救命室』                    | キャロル・ハサウェイ       |
| 1995 | セーラ・ウォード         | Sisters                             | テオドーラ・リード         |
| 1996 | ジリアン・アンダーソン   | 『Xファイル』                       | ダナ・スカリー             |
| 1996 | キム・デラニー           | 『NYPDブルー』                      | ダイアン・ラッセル         |
| 1996 | クリスティーン・ラーティ | 『シカゴ・ホープ』                  | キャスリン・オースティン   |
| 1996 | デラ・リーズ             | Touched by an Angel                 | テス                       |
| 1996 | ジェーン・シーモア       | 『ドクタークイン 大西部の女医物語』 | ミケーラ・クイン           |
| 1997 | ジュリアナ・マルグリーズ | 『ER緊急救命室』                    | キャロル・ハサウェイ       |
| 1997 | ジリアン・アンダーソン   | 『Xファイル』                       | ダナ・スカリー             |
| 1997 | キム・デラニー           | 『NYPDブルー』                      | ダイアン・ラッセル         |
| 1997 | クリスティーン・ラーティ | 『シカゴ・ホープ』                  | キャスリン・オースティン   |
| 1997 | デラ・リーズ             | Touched by an Angel                 | テス                       |
| 1998 | ジュリアナ・マルグリーズ | 『ER緊急救命室』                    | キャロル・ハサウェイ       |
| 1998 | ジリアン・アンダーソン   | 『Xファイル』                       | ダナ・スカリー             |
| 1998 | キム・デラニー           | 『NYPDブルー』                      | ダイアン・ラッセル         |
| 1998 | クリスティーン・ラーティ | 『シカゴ・ホープ』                  | キャスリン・オースティン   |
| 1998 | アニー・ポッツ           | Any Day Now                         | メリー・エリザベス・シムズ |
| 1999 | イーディ・ファルコ       | 『ザ・ソプラノズ 哀愁のマフィア』   | カーメラ・ソプラノ         |
| 1999 | ジリアン・アンダーソン   | 『Xファイル』                       | ダナ・スカリー             |
| 1999 | ロレイン・ブラッコ       | 『ザ・ソプラノズ 哀愁のマフィア』   | ジェニファー・メルフィ     |
| 1999 | ナンシー・マーチャンド   | 『ザ・ソプラノズ 哀愁のマフィア』   | リヴィア･ソプラノ          |
| 1999 | アニー・ポッツ           | Any Day Now                         | メリー・エリザベス・シムズ |

### 2000年代
| 年   | 受賞及び候補者           | 作品名                                        | 役名                       |
| ---- | ------------------------ | --------------------------------------------- | -------------------------- |
| 2000 | アリソン・ジャニー       | 『ザ・ホワイトハウス』                        | CJ・クレッグ               |
| 2000 | ジリアン・アンダーソン   | 『Xファイル』                                 | ダナ・スカリー             |
| 2000 | イーディ・ファルコ       | 『ザ・ソプラノズ 哀愁のマフィア』             | カーメラ・ソプラノ         |
| 2000 | サリー・フィールド       | 『ER緊急救命室』                              | マギー・ロックハート       |
| 2000 | ローレン・グレアム       | 『ギルモア・ガールズ』                        | ローレライ・ギルモア       |
| 2000 | セーラ・ウォード         | Once and Again                                | リリー・マニング           |
| 2001 | アリソン・ジャニー       | 『ザ・ホワイトハウス』                        | CJ・クレッグ               |
| 2001 | ロレイン・ブラッコ       | 『ザ・ソプラノズ 哀愁のマフィア』             | ジェニファー・メルフィ     |
| 2001 | ストッカード・チャニング | 『ザ・ホワイトハウス』                        | アビー・バートレット       |
| 2001 | エイミー・ブレネマン     | Judging Amy                                   | アーミー・グレイ           |
| 2001 | イーディ・ファルコ       | 『ザ・ソプラノズ 哀愁のマフィア』             | カーメラ・ソプラノ         |
| 2001 | ローレン・グレアム       | 『ギルモア・ガールズ』                        | ローレライ・ギルモア       |
| 2002 | イーディ・ファルコ       | 『ザ・ソプラノズ 哀愁のマフィア』             | カーメラ・ソプラノ         |
| 2002 | エイミー・ブレネマン     | Judging Amy                                   | アーミー・グレイ           |
| 2002 | ロレイン・ブラッコ       | 『ザ・ソプラノズ 哀愁のマフィア』             | ジェニファー・メルフィ     |
| 2002 | アリソン・ジャニー       | 『ザ・ホワイトハウス』                        | CJ・クレッグ               |
| 2002 | リリー・トムリン         | 『ザ・ホワイトハウス』                        | デボラ・フィダラー         |
| 2003 | フランセス・コンロイ     | 『シックス・フィート・アンダー』              | ルース・フィッシャー       |
| 2003 | ストッカード・チャニング | 『ザ・ホワイトハウス』                        | アビー・バートレット       |
| 2003 | タイン・デイリー         | Judging Amy                                   | マキシーン・グレイ         |
| 2003 | ジェニファー・ガーナー   | 『エイリアス』                                | シドニー・ブリストウ       |
| 2003 | マリスカ・ハージティ     | 『LAW & ORDER:性犯罪特捜班』                  | オリビア・ベンソン         |
| 2003 | アリソン・ジャニー       | 『ザ・ホワイトハウス』                        | CJ・クレッグ               |
| 2004 | ジェニファー・ガーナー   | 『エイリアス』                                | シドニー・ブリストウ       |
| 2004 | ドレア・ド・マッテオ     | 『ザ・ソプラノズ 哀愁のマフィア』             | アドリアーナ・ラ・セルヴァ |
| 2004 | イーディ・ファルコ       | 『ザ・ソプラノズ 哀愁のマフィア』             | カーメラ・ソプラノ         |
| 2004 | アリソン・ジャニー       | 『ザ・ホワイトハウス』                        | CJ・クレッグ               |
| 2004 | クリスティーン・ラーティ | Jack & Bobby                                  | グレイス・マカリスター     |
| 2005 | サンドラ・オー           | 『グレイズ・アナトミー 恋の解剖学』           | クリスティーナ・ヤン       |
| 2005 | パトリシア・アークエット | 『ミディアム 霊能者アリソン・デュボア』       | アリソン・デュボア         |
| 2005 | ジーナ・デイヴィス       | 『マダム・プレジデント 星条旗をまとった女神』 | マッケンジー・アレン       |
| 2005 | マリスカ・ハージティ     | 『LAW & ORDER:性犯罪特捜班』                  | オリビア・ベンソン         |
| 2005 | キーラ・セジウィック     | 『クローザー』                                | ブレンダ・リー・ジョンソン |
| 2006 | チャンドラ・ウィルソン   | 『グレイズ・アナトミー 恋の解剖学』           | ミランダ・ベイリー         |
| 2006 | パトリシア・アークエット | 『ミディアム 霊能者アリソン・デュボア』       | アリソン・デュボア         |
| 2006 | イーディ・ファルコ       | 『ザ・ソプラノズ 哀愁のマフィア』             | カーメラ・ソプラノ         |
| 2006 | マリスカ・ハージティ     | 『LAW & ORDER:性犯罪特捜班』                  | オリビア・ベンソン         |
| 2006 | キーラ・セジウィック     | 『クローザー』                                | ブレンダ・リー・ジョンソン |
| 2007 | イーディ・ファルコ       | 『ザ・ソプラノズ 哀愁のマフィア』             | カーメラ・ソプラノ         |
| 2007 | グレン・クローズ         | 『ダメージ』                                  | パティ・ヒューズ           |
| 2007 | サリー・フィールド       | 『ブラザーズ&シスターズ』                     | ノラ・ウォーカー           |
| 2007 | ホリー・ハンター         | 『女捜査官グレイス 〜 天使の保護観察中』      | グレイス・ハナダルコ       |
| 2007 | キーラ・セジウィック     | 『クローザー』                                | ブレンダ・リー・ジョンソン |
| 2008 | サリー・フィールド       | 『ブラザーズ&シスターズ』                     | ノラ・ウォーカー           |
| 2008 | マリスカ・ハージティ     | 『LAW & ORDER:性犯罪特捜班』                  | オリビア・ベンソン         |
| 2008 | ホリー・ハンター         | 『女捜査官グレイス 〜 天使の保護観察中』      | グレイス・ハナダルコ       |
| 2008 | エリザベス・モス         | 『マッドメン』                                | ペギー・オルセン           |
| 2008 | キーラ・セジウィック     | 『クローザー』                                | ブレンダ・リー・ジョンソン |
| 2009 | ジュリアナ・マルグリーズ | 『グッド・ワイフ』                            | アリシア・フロリック       |
| 2009 | パトリシア・アークエット | 『ミディアム 霊能者アリソン・デュボア』       | アリソン・デュボア         |
| 2009 | グレン・クローズ         | 『ダメージ』                                  | パティ・ヒューズ           |
| 2009 | マリスカ・ハージティ     | 『LAW & ORDER:性犯罪特捜班』                  | オリビア・ベンソン         |
| 2009 | ホリー・ハンター         | 『女捜査官グレイス 〜 天使の保護観察中』      | グレイス・ハナダルコ       |
| 2009 | キーラ・セジウィック     | 『クローザー』                                | ブレンダ・リー・ジョンソン |

### 2010年代
| 年   | 受賞及び候補者           | 作品名                                         | 役名                         |
| ---- | ------------------------ | ---------------------------------------------- | ---------------------------- |
| 2010 | ジュリアナ・マルグリーズ | 『グッド・ワイフ』                             | アリシア・フロリック         |
| 2010 | グレン・クローズ         | 『ダメージ』                                   | パティ・ヒューズ             |
| 2010 | マリスカ・ハージティ     | 『LAW & ORDER:性犯罪特捜班』                   | オリビア・ベンソン           |
| 2010 | エリザベス・モス         | 『マッドメン』                                 | ペギー・オルセン             |
| 2010 | キーラ・セジウィック     | 『クローザー』                                 | ブレンダ・リー・ジョンソン   |
| 2011 | ジェシカ・ラング         | 『アメリカン・ホラー・ストーリー』             | コンスタンス・ラングドン     |
| 2011 | キャシー・ベイツ         | 『ハリーズ・ロー 裏通り法律事務所』            | ハリエット・"ハリー"・コーン |
| 2011 | グレン・クローズ         | 『ダメージ』                                   | パティ・ヒューズ             |
| 2011 | ジュリアナ・マルグリーズ | 『グッド・ワイフ』                             | アリシア・フロリック         |
| 2011 | キーラ・セジウィック     | 『クローザー』                                 | ブレンダ・リー・ジョンソン   |
| 2012 | クレア・デインズ         | 『HOMELAND』                                   | キャリー・マティソン         |
| 2012 | マギー・スミス           | 『ダウントン・アビー』                         | ヴァイオレット・クローリー   |
| 2012 | ジュリアナ・マルグリーズ | 『グッド・ワイフ』                             | アリシア・フロリック         |
| 2012 | ジェシカ・ラング         | 『アメリカン・ホラー・ストーリー: 精神科病棟』 | シスター・ジュード           |
| 2012 | ミシェル・ドッカリー     | 『ダウントン・アビー』                         | メアリー・クローリー         |
| 2013 | マギー・スミス           | 『ダウントン・アビー』                         | ヴァイオレット・クローリー   |
| 2013 | クレア・デインズ         | 『HOMELAND』                                   | キャリー・マティソン         |
| 2013 | アンナ・ガン             | 『ブレイキング・バッド』                       | スカイラー・ホワイト         |
| 2013 | ジェシカ・ラング         | American Horror Story: Coven                   | フィオナ・グッド             |
| 2013 | ケリー・ワシントン       | 『スキャンダル 託された秘密』                  | オリヴィア・ホープ           |

## 複数回表彰者

### 複数回受賞
2回
- ジリアン・アンダーソン
- アリソン・ジャニー

3回
- イーディ・ファルコ

4回
- ジュリアナ・マルグリーズ

### 複数回候補者
| 2回 - ストッカード・チャニング - タイン・デイリー - クレア・デインズ - ジェニファー・ガーナー - ローレン・グレアム - エリザベス・モス - アニー・ポッツ - デラ・リーズ - ジェーン・シーモア - マギー・スミス - セーラ・ウォード 3回 - パトリシア・アークエット - ロレイン・ブラッコ - キム・デラニー - サリー・フィールド - ホリー・ハンター - ジェシカ・ラング | 4回 - グレン・クローズ 5回 - アリソン・ジャニー - クリスティーン・ラーティ 6回 - ジリアン・アンダーソン - マリスカ・ハージティ 7回 - イーディ・ファルコ - ジュリアナ・マルグリーズ - キーラ・セジウィック |